# ジュリヤン・ボードリエ
ジュリヤン・ボードリエ（アラン＝アンリ＝ルイ＝ジュリヤン・ボードリエ Alain-Henri-Louis-Julien Baudrier、1860年10月19日 - 1915年5月16日）は、フランスの書誌学者。父アンリ・ボードリエの草稿を整理して、大著『リヨン書誌』として出版に漕ぎつけた。
父の生前には地学や農業の研究も行っていたが、父の没後は、遺された膨大な草稿の整理と出版に尽力した。
その成果は、11巻の『リヨン書誌』（1895年-1915年）として結実したが、ジュリヤンの死によって未完に終わった（1921年に義理の息子が1冊追補したので、現在の『リヨン書誌』は全12巻だが、これでもなお未完である）。
ジュリヤンは、ミシェル・セルヴェとリヨンの印刷出版業との関係を扱ったものなど、自身のオリジナルの書誌研究も幾つか刊行している。